# 銀川郡
银川郡，中国唐朝时设置的郡。
天宝元年（742年）改银州置，治所在儒林县（今陕西省横山县东党岔镇）。辖境相当今陕西省榆林、米脂、佳县等市县及横山县东部。乾元元年（758年）复为银州。 